# Place Taksim
Pour les articles homonymes, voir Taksim.

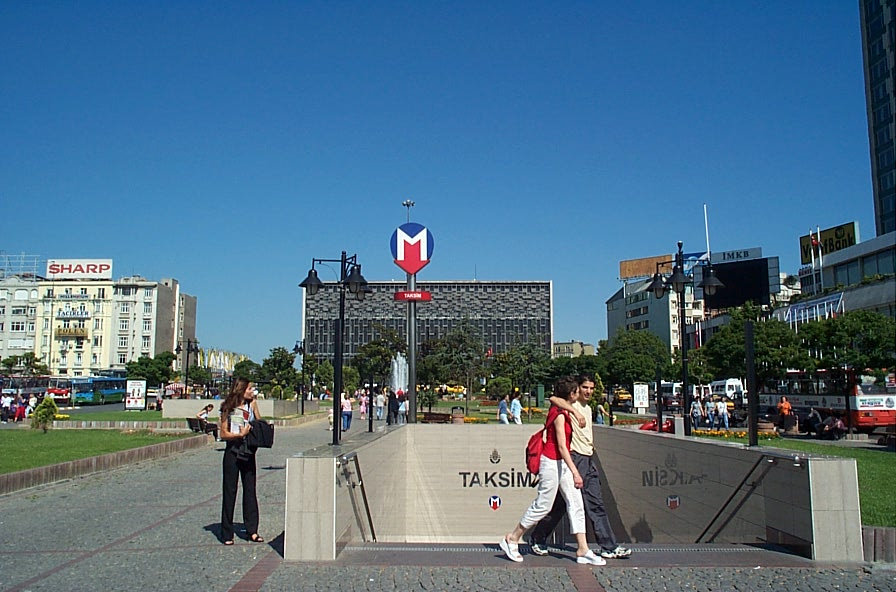
Place Taksim et la station Taksim du métro d'Istanbul

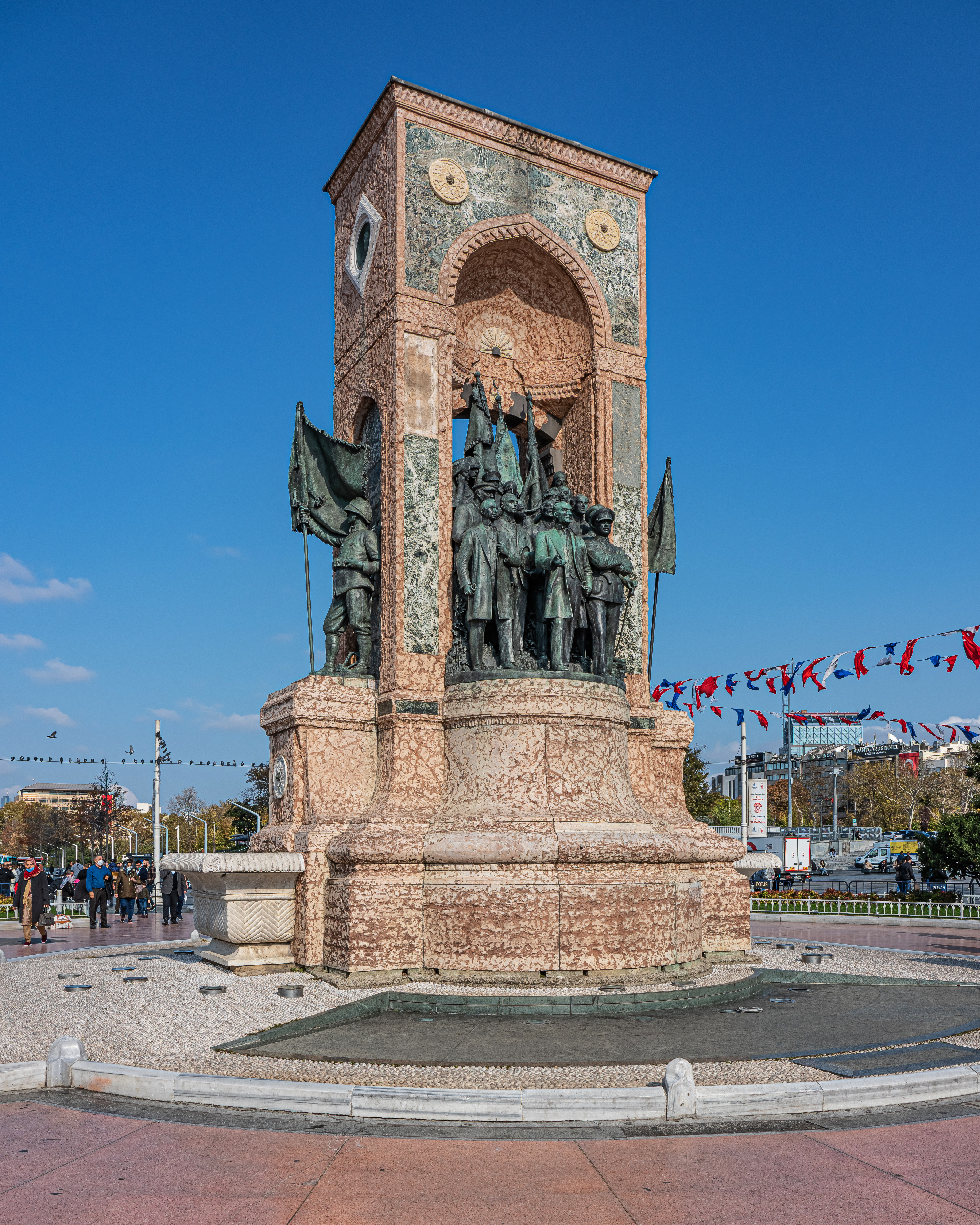
Monument de la République sur la place Taksim

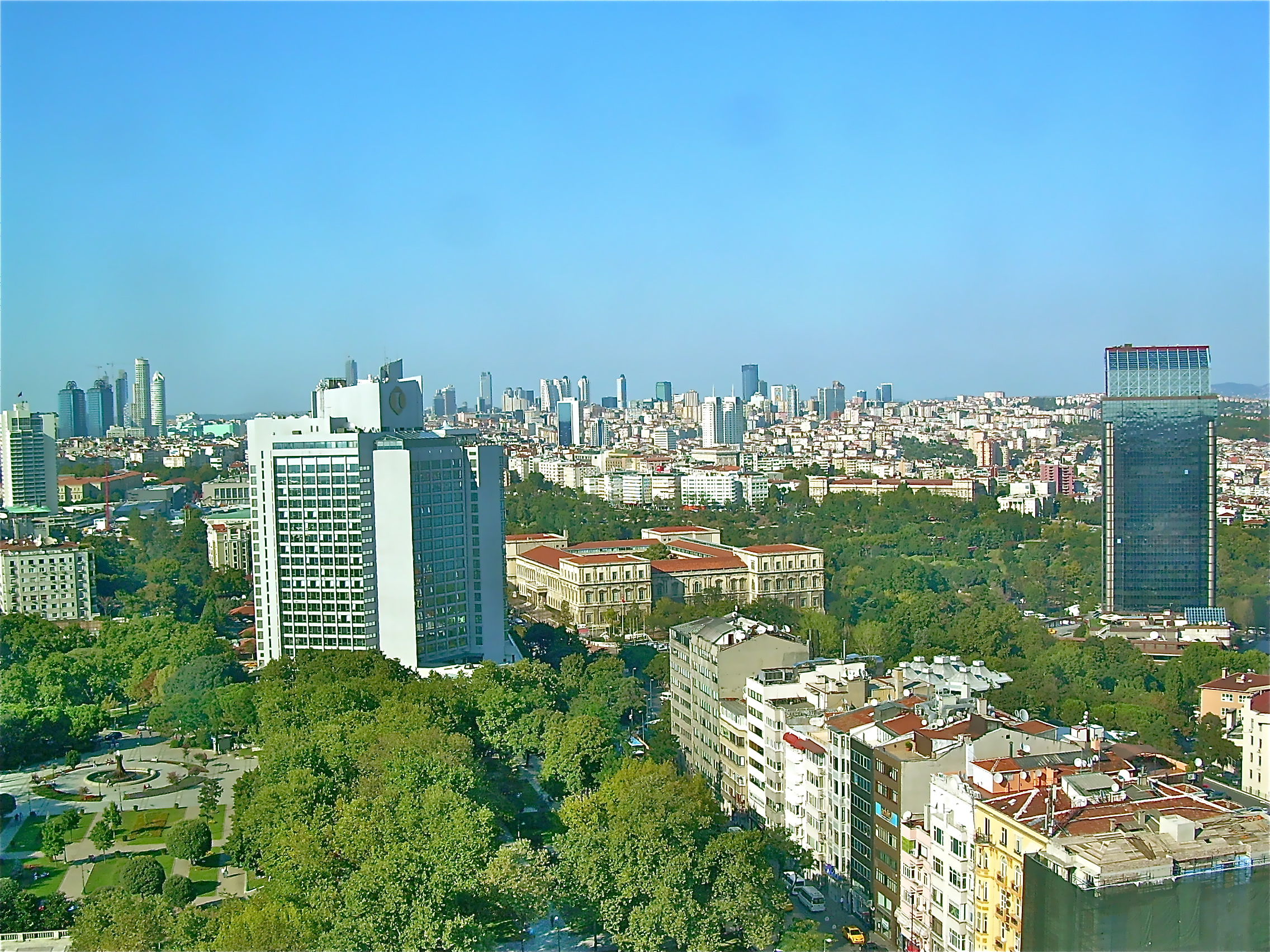
Parc Gezi près de la place Taksim

La place Taksim (en turc : Taksim Meydanı) est une vaste place publique d'Istanbul en Turquie. Par extension, Taksim désigne le quartier moderne qui s'étend aux alentours, sur la rive occidentale (européenne) de la ville.

## Situation
Située dans le district de Beyoğlu, la place est formée d'une zone de forme circulaire qui abrite en son centre le monument de la République, et se prolonge vers l'est par une vaste esplanade rectangulaire. Les principales artères qui convergent vers la place sont l'avenue de la République vers le nord  et l'avenue de l'Indépendance, une longue rue piétonne parcourue par une ligne de tramway, qui se dirige vers le sud-ouest.
Taksim est le principal centre de transport et une destination appréciée par les touristes et la population d'Istanbul, qui abrite également des événements publics tels que des défilés, les célébrations du nouvel an ou d'autres rassemblements.
Autour de la place Taksim, s'élèvent plusieurs hôtels, dont le Marmara sur le côté sud, ainsi que des restaurants et d'autres commerces.

## Toponymie
Taksim, à partir de l'arabe taqṣīm, signifie « division » ou « distribution ». La place Taksim était à l'origine le point où les principales canalisations d'eau du nord d'Istanbul étaient collectées au départ et reliées à d'autres parties de la ville. Cette utilisation de la zone a été établie par le Sultan Mahmud Ier. La place tire son nom de la pierre du réservoir qui est situé dans cette zone. En outre, le mot taksim peut renvoyer à une forme d'improvisation musicale dans la musique classique turque qui est guidée par le système Makam.

## Sites et monuments

### Parc Gezi
Bordant la place au nord, le parc Gezi a été inauguré en 1943. Dans le cadre du projet de piétonnisation de la place Taksim, il est question de le remplacer en grande partie par un centre commercial. Ce projet donne lieu à une contestation en 2013.

### Centre culturel Atatürk
Situé à l'extrémité est de la place, le bâtiment d'origine du centre culturel Atatürk inauguré en 1969 a été détruit en 2018. La construction d'un nouveau complexe culturel commence le 10 février 2019 par une cérémonie en présence du président Erdoğan. Imaginé par l'architecte Murat Tabanlıoğlu, fils de Hayati Tabanlıoğlu, qui avait construit le bâtiment d'origine, le nouvel ensemble s'étend sur 95 000 m2 et comprend un opéra, des salles de théâtre, de cinéma et de concert, un centre d'exposition, une salle de congrès, une bibliothèque, un musée, une galerie d'art ainsi que des cafés et des restaurants. Il est inauguré par le président Erdoğan le 29 octobre 2021.

### Monument de la République
Le monument de la République s'élève sur la partie ouest de la place. Il a été érigé en 1928 pour célébrer la proclamation de la République turque en 1923.

### Réservoirs
Le côté ouest de la place est limité par un mur de pierre derrière lequel se trouvent un réservoir d'eau, appelé Taksim Maksemi. Il est orné de fontaines.

### Mosquée Taksim
L'édifice est construit à partir de 2017 au nord-ouest de la place, derrière le réservoir et dominant le monument de la République. Il est inauguré le 28 mai 2021.

## Histoire
Une partie de l'actuelle place était occupée par le cimetière arménien de Pangaltı. Fermé en 1931, il a été totalement détruit.

### Manifestations
La place a été un important lieu pour les manifestations politiques au cours de la plus grande partie de son existence. Des groupes de tous les horizons politiques en Turquie, ainsi que de nombreuses ONG, tentent de manifester, sur cette place afin d'utiliser sa visibilité pour le bénéfice de leur cause.
Taksim est un lieu de contestation traditionnel de la gauche depuis les années 1960. Elle a été a plusieurs reprises le théâtre d’événements tragiques. Le 16 février 1969, quelque 150 militants de gauche sont blessés lors d'affrontements avec des groupes d'extrême droite dans ce qui est connu sous le nom de « dimanche ensanglanté ».
Le 1er mai 1977, la manifestation des syndicats est attaquée par la milice d'extrême-droite des Loups gris. Des snipers tirent dans la foule, faisant 38 morts et plusieurs dizaines de blessés. Depuis, la place Taksim est considérée comme un lieu symbolique des revendications de la gauche turque. Les rassemblements y sont toutefois interdits jusqu'en 2010, mais chaque année, des manifestaient tentaient d'investir la place malgré les barrages policiers.
Ce rôle est renouvelé par l'occupation du parc Gezi en 2013 pour protester contre les projets immobiliers et plus globalement la ligne politique islamiste du premier ministre Recep Tayyip Erdoğan.
À la suite de nombreux autres incidents violents, toutes les formes de manifestations ont été interdites sur la place et les unités de police de maintenir une présence dissuasive autour de la tour d'horloge afin de prévenir tout incident. L'interdiction ne s'applique pas aux avenues ou les rues environnantes. La place de Taksim a été le lieu des émeutes de football en 2000 lorsque deux fans de Leeds United ont été poignardés à mort lors d'affrontements avec des supporters de Galatasaray, la veille de la demi-finale du match entre les deux équipes de la coupe de l'UEFA de 1999-2000 de première ligue.
Toutefois, des réunions pour des événements tels que la célébration du nouvel an, de la fête de la République ou à l'occasion d'importants matches de football sont exclus de l'interdiction.
Taksim reste une place extrêmement surveillée par les forces de l'ordre turques. Cette présence policière permanente n'a cependant pas réussi à déjouer les attentats du 31 octobre 2010.

## Transports
La place de Taksim est une plaque tournante importante pour le transport public à Istanbul. En plus d'être le principal point de transfert pour le système de bus municipal, la Place de Taksim est aussi le terminus du métro 4 Taksim-Levent ligne du métro d'Istanbul. La ligne de Tramway İstiklal - Tünel commence également à Taksim.
La position de Taksim a reçu un élan supplémentaire le 29 juin 2006, lorsque le nouveau funiculaire reliant la station de métro Taksim au tramway et port de Kabataş a été ouvert, permettant aux passagers de monter à Taksim en seulement 110 secondes.